# Slavonice
Slavonice település Csehországban, a Jindřichův Hradec-i járásban. Slavonice Český Rudolec, Cizkrajov, Staré Město pod Landštejnem és Písečné településekkel határos. Lakosainak száma 2268 fő (2024. január 1.).

## Népesség
A település lakosságának változását az alábbi diagram mutatja:
| Lakosok száma | 3663 | 3421 | 3133 | 2743 | 2670 | 2455 | 2468 | 2386 | 2241 | 2268 |
|               | 1869 | 1900 | 1921 | 1961 | 1980 | 2011 | 2016 | 2019 | 2021 | 2024 |